# 博愛路 (鳳山區)
博愛路（Bo-ai Rd.）為高雄市鳳山區的東西向主要道路，東起於中山東路口，西止於鳳松路、中正路口，並由曹謹路銜接，可續行新闢之站前道路前往台鐵鳳山車站。

## 行經行政區域
- 鳳山區

## 沿線設施
（由東至西）
- 凱基銀行鳳山分行
- 高雄市立瑞興國小
- 全聯福利中心鳳山博愛店
- 鳳山溪
- 真耶穌教會鳳山教會
- 高雄鐵路綠園道
- 鳳山法元寺

## 公共自行車
- 高雄市公共自行車租賃系統：
  - 瑞興國小(博愛路)：博愛路口/瑞興路422巷26弄西北側
  - 博愛公園：經武路/博愛路口西南側

## 相關連結
- 高雄市主要道路列表